# Mur-de-Barrez
Mur-de-Barrez là một xã ở tỉnh Aveyron, thuộc vùng Occitanie ở miền nam nước Pháp.